# 張素 (嘉靖進士)
張素（1489年—1563年），字季文，號碧泉，雲南安寧守禦千户所軍籍，福建浦城縣人。明朝政治人物。

## 生平
正德十四年（1519年）雲貴鄉試第七名舉人，嘉靖二年（1523年）中式癸未科三甲第一百三十六名進士。授南京工部主事。云南土司安铨起兵，张素条陈时务五事，得兵部尚书伍文定首肯。累升湖广按察司佥事，十四年十二月以平定湖广九溪湾等处峒贼受赏赐。十七年八月升湖广布政使司右参议，十九年三月升河南按察司副使，分守大名道，二十年九月改任新添設的井陉兵备道，练习民兵，以防御虏寇，次年正月保定巡抚刘隅及巡按御史殷学认为张素是云南人，不习北方军事，请求将他调任。後累官四川左布政使，二十九年六月升都察院右副都御史、巡抚四川，三十年二月以考察致仕。

## 墓葬
墓在安宁州西二十里巃嵸山。

## 家族
曾祖张凤。祖父张锳。父张伟。母戴氏，继母卞氏。具庆下。